# تام باسول
تام باسوِل (انگلیسی: Tom Boswell؛ زاده ۲ اکتبر ۱۹۵۳) ورزشکار اهل ایالات متحده آمریکا است.